# Andrejs Rastorgujevs
Andrejs Rastorgujevs (* 27. Mai 1988 in Alūksne, Lettische SSR, Sowjetunion) ist ein lettischer Biathlet. Er debütierte 2009 im Biathlon-Weltcup und stand dort 2017 erstmals auf dem Podest. 2014 wurde er Europameister im Einzel, 2018 gewann er den EM-Titel im Sprint. Mit insgesamt 43 Top-Ten-Platzierungen in Einzelrennen  ist Rastorgujevs nach Ilmārs Bricis der erfolgreichste lettische Biathlet der Geschichte.

## Sportliche Laufbahn
Von 2005 bis 2009 nahm Rastorgujevs an mehreren internationalen Meisterschaften im Nachwuchsbereich teil. Bei den Juniorenwettbewerben der Sommerbiathlon-Weltmeisterschaften 2006 in Ufa gewann er den Titel im Verfolgungsrennen auf Rollskiern. Im Winter holte er keine internationalen Medaillen, platzierte sich aber mehrmals unter den ersten 20 bei Jugend- und Juniorenweltmeisterschaften. In der Saison 2008/09 erhielt Rastorgujevs zwei erste Einsätze im IBU-Cup, der zweithöchsten Wettkampfserie im Erwachsenenbereich, und erreichte jeweils die Punkteränge der besten 40. Im Folgejahr debütierte er in Östersund im Biathlon-Weltcup, wo er in seinem ersten Sprint wegen der Benutzung einer falschen Bahn disqualifiziert wurde und mit der Staffel den 17. Rang belegte. Als einer von fünf Biathleten war er Teil des lettischen Olympiateams und kam bei den Winterspielen 2010 von Vancouver sowohl in zwei Einzelrennen (als 50. des Sprints und 58. der Verfolgung) als auch in der Staffel zum Einsatz, mit der er den 19. und letzten Rang belegte. Bei den Sommerbiathlon-Weltmeisterschaften 2010 in Duszniki-Zdrój holte Rastorgujevs die Bronzemedaillen in Sprint und Verfolgung. Im Winter 2010/11 gewann er in den Sprint- und Verfolgungsrennen von Oberhof, Ruhpolding und Antholz erste Weltcuppunkte; sein zunächst bestes Einzelergebnis war ein 20. Platz im Sprint von Antholz. Bei den (regelmäßig von vielen Weltcupstartern ausgelassenen) Europameisterschaften verpasste er 2011 als Vierter des 20-Kilometer-Einzelwettkampfs nur um einen Rang eine Medaille.

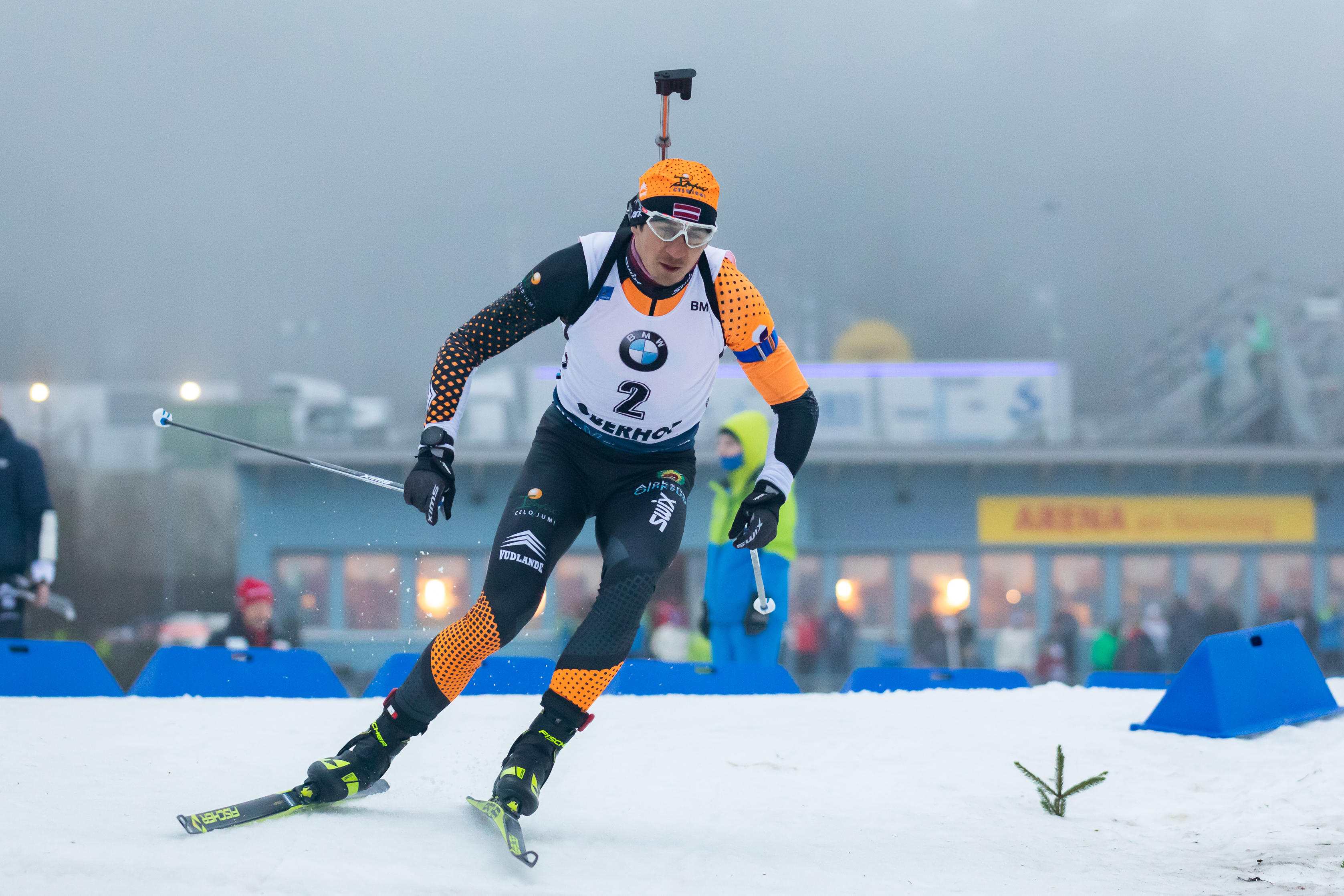
Rastorgujevs beim Weltcup in Oberhof (Januar 2020)

Rastorgujevs etablierte sich ab der Saison 2012/13 unter den stärksten Läufern im Weltcupfeld: Während er mit seinen Trefferquoten von etwa 80 % im Mittelfeld der dort antretenden Athleten lag, gehörte er auf der Strecke in diesem Winter zu den sechs schnellsten Sportlern. Auch in den folgenden Jahren waren seine Laufzeiten durchgängig zwei bis drei Prozent besser als der Durchschnitt und blieben damit lediglich etwa einen Prozentpunkt hinter denen der führenden Athleten wie Gesamtweltcupsieger Martin Fourcade zurück. Als Zehnter des Verfolgungsrennens auf der Pokljuka im Dezember 2012 platzierte sich Rastorgujevs erstmals unter den Top Ten eines Weltcupwettbewerbs. Drei Monate später wurde er Vierter des Einzelwettkampfs in Sotschi und beendete den Weltcup 2012/13 letztlich auf dem 36. Rang in der Gesamtwertung. In den darauffolgenden Wintern hielt der Lette dieses Niveau: Er kam bis 2021 in mehr als 30 Rennen unter die besten Zehn und belegte in den Weltcupklassements dieser Jahre durchgängig Positionen zwischen Platz 13 (in der Saison 2017/18) und Platz 30. Während dieser Zeit stand er zweimal als Zweiter auf dem Podium eines Weltcuprennens: zunächst im März 2017 im Massenstart von Oslo hinter Martin Fourcade, dann im März 2018 im Sprint von Kontiolahti, wo er 5,8 Sekunden Rückstand auf Anton Schipulin hatte. Gemeinsam mit seiner Teamkollegin Baiba Bendika vertrat Rastorgujevs Lettland auch in mehreren Single-Mixed-Staffeln. Das Duo erreichte mehrmals die Top Ten und belegte im Januar 2020 auf der Pokljuka den siebten Platz.
Bei den Europameisterschaften 2014 entschied Rastorgujevs mit drei Schießfehlern das 20-Kilometer-Einzelrennen für sich und gewann damit seinen ersten internationalen Titel. Er hatte 0,3 Sekunden Vorsprung auf Benedikt Doll, der ebenfalls drei Scheiben verfehlt hatte. Im anschließenden Sprint sicherte sich Rastorgujevs eine weitere Bronzemedaille, ebenso bei der EM 2017 in der Verfolgung. Zum zweiten Mal wurde er 2018 Europameister, als er Alexander Loginow im Sprint um 5,5 Sekunden schlug. Hinter Matwei Jelissejew gewann Rastorgujevs bei der EM 2020 die Sprint-Silbermedaille. Ein Jahr später krönte er sich zunächst zum dritten Mal zum Europameister, indem er im Einzelrennen über 20 Kilometer nur einen Fehler schoss und fast eineinhalb Minuten vor Erlend Bjøntegaard das Ziel erreichte.
Die Biathlon Integrity Unit (BIU) suspendierte Rastorgujevs am 11. März 2021 vorläufig wegen drei Meldepflichtversäumnissen in den vergangenen zwölf Monaten. Auf Antrag Rastorgujevs’, der technische Fehler einräumte, aber die Verwendung verbotener Substanzen oder Methoden bestritt, wurde der Fall an den Internationalen Sportgerichtshof weitergeleitet. Der Internationale Sportgerichtshof sperrte Rastorgujevs für 18 Monate. Im späteren Verlauf wurden dem Letten alle Ergebnisse im Zeitraum der Sperre aberkannt, darunter mehrere Top-10-Resultate, die Ergebnisse der WM 2021 und auch der Europameistertitel desselben Jahres. Zudem verpasste er die Olympischen Spiele 2022, für die sich letztlich außer Baiba Bendika kein lettischer Biathlet qualifizieren konnte.
Seine ersten Wettbewerbe nach der Sperre lief Rastorgujevs am 24. September 2022 im Rahmen der offenen estnischen Meisterschaften in Otepää auf Skirollern. Tags darauf konnte er vor Rene Zahkna und Raido Ränkel das Massenstartrennen für sich entscheiden. Da er aufgrund fehlender Startquotenpunkte noch nicht sofort wieder in das Weltcupgeschehen eingreifen konnte, bestritt der Lette die ersten Wettkämpfe des Winters 2022/23 in Idre im IBU-Cup und erzielte im Sprint einen Podestplatz. Bei den Rennen von Hochfilzen war er wieder Teil des Weltcupteams und lief im ersten Rennen sofort auf Rang 5 im Sprint. Im weiteren Verlauf der Saison kam Rastorgujevs in Ruhpolding noch einmal unter die besten Zehn, bei den Europameisterschaften wurde er zweimal Vierter. Auch bei den Weltmeisterschaften war er wieder am Start, lief auf die Ränge sieben und neun und qualifizierte sich damit für den Massenstart, den er auf dem fünften Platz abschloss und damit sein bestes WM-Ergebnis erzielte. Ein historisches Ergebnis gab es auch in Nové Město na Moravě, wo Rastorgujevs mit Baiba Bendika den dritten Platz in der Single-Mixed-Staffel und damit das erste lettische Staffelpodest der Geschichte erreichte. Ähnliches gelang in den Neunzigerjahren nur der Herrenstaffel, die zweimal auf Rang 4 lief.
Bei den Weltmeisterschaften 2024 gelang ihm dann der größte Erfolg seiner Karriere, als er hinter Johannes Thingnes Bø im Massenstart den 2. Platz und damit die Silbermedaille errang.

## Privates
Rastorgujevs ist verheiratet und Vater einer Tochter.

## Statistiken

### Weltcupplatzierungen
Die Tabelle zeigt alle Platzierungen (je nach Austragungsjahr einschließlich Olympische Spiele und Weltmeisterschaften).
- 1.–3. Platz: Anzahl der Podiumsplatzierungen
- Top 10: Anzahl der Platzierungen unter den ersten zehn (einschließlich Podium)
- Punkteränge: Anzahl der Platzierungen innerhalb der Punkteränge (einschließlich Podium und Top 10)
- Starts: Anzahl gelaufener Rennen in der jeweiligen Disziplin
- Staffel: inklusive Mixed- und Single-Mixed-Staffeln

| Platzierung                    | Einzel | Sprint | Verfolgung | Massenstart | Staffel | Gesamt |
| ------------------------------ | ------ | ------ | ---------- | ----------- | ------- | ------ |
| 1. Platz                       |        |        |            |             |         |        |
| 2. Platz                       |        | 1      |            | 1           |         | 2      |
| 3. Platz                       |        |        |            |             | 1       | 1      |
| Top 10                         | 4      | 15     | 11         | 7           | 6       | 43     |
| Punkteränge                    | 14     | 62     | 54         | 27          | 49      | 206    |
| Starts                         | 29     | 101    | 65         | 29          | 55      | 279    |
| Stand: nach der Saison 2022/23 |        |        |            |             |         |        |

### Olympische Winterspiele
Ergebnisse bei Olympischen Winterspielen:
|                                             | Einzelwettbewerbe | Einzelwettbewerbe | Einzelwettbewerbe | Einzelwettbewerbe | Staffelwettbewerbe | Staffelwettbewerbe |
| Einzel                                      | Sprint            | Verfolgung        | Massenstart       | Herrenstaffel     | Mixedstaffel       |                    |
| ------------------------------------------- | ----------------- | ----------------- | ----------------- | ----------------- | ------------------ | ------------------ |
| Olympische Winterspiele 2010 \| Vancouver   | –                 | 50.               | 58.               | –                 | 19.                |                    |
| Olympische Winterspiele 2014 \| Sotschi     | 32.               | 17.               | 9.                | 14.               | –                  | –                  |
| Olympische Winterspiele 2018 \| Pyeongchang | 59.               | 24.               | 12.               | 28.               | –                  | –                  |

### Biathlon-Weltmeisterschaften
Ergebnisse bei Weltmeisterschaften:
| Weltmeisterschaft | Weltmeisterschaft | Einzelwettbewerbe | Einzelwettbewerbe | Einzelwettbewerbe | Einzelwettbewerbe | Staffelwettbewerbe | Staffelwettbewerbe | Staffelwettbewerbe |
| Jahr              | Ort               | Einzel            | Sprint            | Verfolgung        | Massenstart       | Herrenstaffel      | Mixedstaffel       | S.-M.-Staffel      |
| ----------------- | ----------------- | ----------------- | ----------------- | ----------------- | ----------------- | ------------------ | ------------------ | ------------------ |
| 2011              | Chanty-Mansijsk   | 43.               | 66.               | –                 | –                 | 14.                | –                  | nicht ausgetragen  |
| 2012              | Ruhpolding        | 68.               | 83.               | –                 | –                 | 19.                | –                  | nicht ausgetragen  |
| 2013              | Nové Město        | 49.               | 64.               | –                 | –                 | 21.                | –                  | nicht ausgetragen  |
| 2015              | Kontiolahti       | 48.               | 42.               | 25.               | –                 | –                  | –                  | nicht ausgetragen  |
| 2016              | Oslo              | 59.               | 20.               | 27.               | 26.               | –                  | –                  | nicht ausgetragen  |
| 2017              | Hochfilzen        | 56.               | 57.               | 37.               | –                 | 22.                | 25.                | nicht ausgetragen  |
| 2019              | Östersund         | 13.               | 14.               | 6.                | 25.               | 24.                | –                  | 10.                |
| 2020              | Antholz           | 22.               | 70.               | –                 | –                 | 22.                | –                  | 17.                |
| 2021              | Pokljuka          | DSQ               | DSQ               | DSQ               | DSQ               | DSQ                | –                  | –                  |
| 2023              | Oberhof           | 56.               | 7.                | 9.                | 5.                | 18.                | –                  | 19.                |
| 2024              | Nové Město        | 4.                | 12.               | 19.               | 2.                | 16.                | –                  | 8.                 |

### Juniorenweltmeisterschaften
Ergebnisse bei den Juniorenweltmeisterschaften:
| Weltmeisterschaften | Weltmeisterschaften | Einzel | Sprint | Verfolgung | Staffel |
| Jahr                | Ort                 | Einzel | Sprint | Verfolgung | Staffel |
| ------------------- | ------------------- | ------ | ------ | ---------- | ------- |
| 2005                | Kontiolahti         | 68.    | –      | –          | –       |
| 2006                | Presque Isle        | 10.    | 29.    | 21.        | 6.      |
| 2007                | Martell             | 58.    | –      | –          | –       |
| 2008                | Ruhpolding          | 38.    | 46.    | 46.        | 17.     |
| 2009                | Canmore             | 11.    | 20.    | 17.        | –       |

### IBU-Cup-Siege
| Nr. | Datum         | Ort         | Disziplin |
| --- | ------------- | ----------- | --------- |
| 1.  | 29. Nov. 2014 | Beitostølen | Sprint    |